# 현시학
현시학(玄時學, 1924년 1월 3일∼1989년 7월 18일)은 대한민국의 군인이자 해군 창설의 주역이다. 6·25 전쟁에서 활약하였다. 교수 현봉학, 민중신학자 현영학의 동생이다.

## 생애
함경남도 함흥에서 태어났으며 아버지는 목사 현원국, 어머니는 독립운동가 겸 교육자로 대한애국부인회 등에 참여한 신애균이다. 함남 영생중학교를 졸업하였으며, 조국이 광복되자 공산군을 피해 월남하여 1946년 해군병학교(해군사관학교 전신) 1기로 임관했다. 그는 임관이후 초창기 해군발전을 위해 많은 노력을 경주하였으며, 6·25 전쟁이 발발하자 각종 대·소 작전에 참전하여 큰 공을 세웠다.
특히 1950년 7월 첫 번째 참전했던 서해안 봉쇄작전에서는 신병 70명을 출동중에 훈련시켜 남하중인 12척의 적 수송선단을 격퇴하였으며, 50년 8월 통영작전에서는 고성으로부터 통영으로 진출하려는 적을 맞아 백발백중의 함포사격으로 해병대의 통영상륙작전을 지원함으로써 낙동강 최후방어선을 수호하는데 크게 기여했다.
이후 적이 부설한 기뢰를 제거하는 목포항 소해작전, 3,000여개의 기뢰를 제거하는 원산만 소해작전, 황해도 월사리 아군 특수부대 상륙지원, 황해도 피난민 구출작전에 참전하여 60,000여명의 피난민을 구출하는데 기여하는 등 전쟁기간 중 지상작전 지원과 피난민 철수에 기여하였다. PC-704 함장으로는 황해남도 연백으로 진격하여 반공청년단원 100여 명을 구출하였고, 월사리에는 국군 유격대 1,200명을 상륙시켜 조선인민군 6군단 예하 1개 대대를 전멸시키기도 했다. 6.25 전쟁 당시 활약의 공로로 그는 금성을지, 금성충무, 미국동성훈장 등을 받았다.
6·25 전쟁 이후에는 1전단사령관, 함대사령관, 해군사관학교 교장 등 주요 직위를 수행하며 해군발전을 위해 크게 이바지했다. 1966년 해군소장으로 예편한 후 모로코, 이란, 멕시코 대사직을 수행하며 외교발전에도 크게 공헌하였으며 1989년 타계했다. 1997년 국방부 전쟁기념사업회로부터 호국의 인물로 선정되었다. 경상남도 거제군 옥포만에 흉상이 설립되었다. 2018년에는 3월의 6.25전쟁영웅으로 선정되었다.

## 가족
- 아버지: 현원국
- 어머니: 신애균
  - 부인: 김초열
    - 장녀: 현희정
    - 맏사위: 김석연(기업인, (주)성연 회장)

  - 친형: 현영학(1921년 1월 6일 ~ 2004년 1월 14일, 이화여대 신학대 교수, 문리과대학 학장)
  - 형수: 윤보희(이화여자대학교 음악과 교수, 명예교수 역임)
  - 친형: 현봉학(1922년 6월 23일 ~ 2007년 11월 25일, 아주대 명예교수)
  - 동생: 현순
  - 동생: 현웅 / 피터 현(언론인, 뉴욕 거주)
  - 동생: 현요한

## 같이 보기
- 한국전쟁
- 현영학
- 현봉학
- 윤치호
- 윤보희
- 손원일